# Чернила

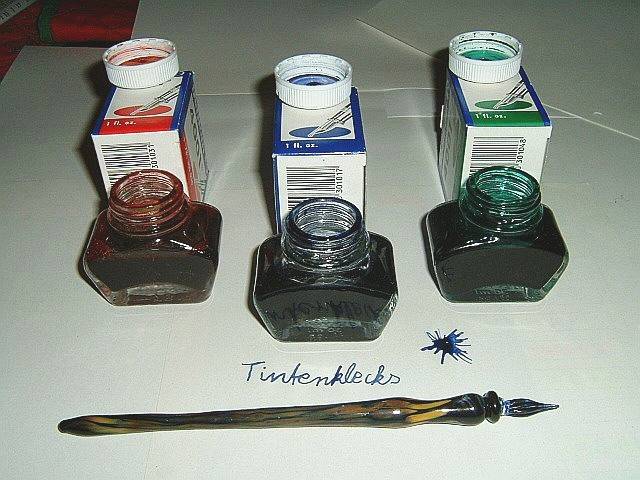
Разноцветные чернила

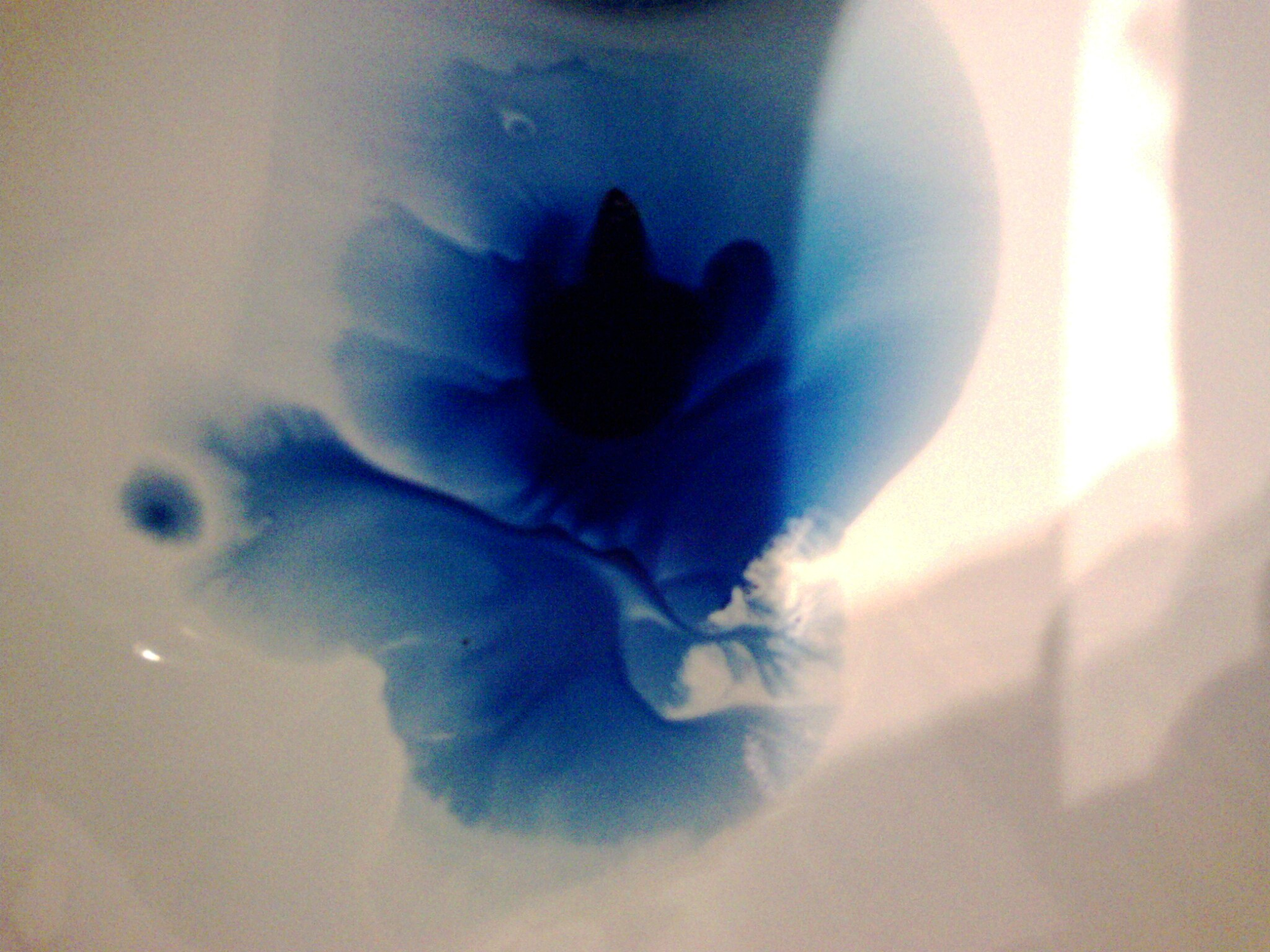
Гелевые чернила

Черни́ла — общее название жидких красителей, пригодных для письма и/или создания каких-либо изображений с помощью писчих инструментов и штампов.

## История
Долгое время (с древнейших времён до середины XX века) чернила были отдельным от пишущего инструмента материалом для письма — они хранились в специальной ёмкости, чернильнице, куда пишущий макал кончик пера или расщеплённой тростинки.
В наше время с чернилами чаще всего сталкиваются при работе с печатями и штампами, механическими самописцами, при письме авторучками. Отдельно стоит упомянуть изобразительное искусство и дизайнерские работы, где чернила могут использоваться для многих техник рисунка и оттискивания штампов.
Также чернила для письма перьями, приготовленные по особым рецептурам, до сих пор широко используются при оформлении особо важных документов, например, в органах власти и в нотариате.

## Этимология
В русском языке слово чернила происходит от слова чёрный (так же и в ряде других языков: греч. Μελάνη, фин. musta, швед. bläck), но это слово очень рано подверглось деэтимологизации: с глубокой древности известны чернила разных цветов.

## Требования к чернилам
К чернилам предъявляют следующие основные требования:
1. хорошая смачивающая способность и адгезия по отношению к материалу пишущего узла используемого писчего инструмента и к материалу, на котором пишут (при отсутствии адгезии и смачиваемости чернила не держатся на пишущем узле и последний не может оставить чернильный след, при попытке писать на несмачиваемом материале, например пластике, чернильный след собирается в отдельные капли, которые легко смазываются, а при высыхании осыпаются);
2. насыщенность и стойкость цвета в течение длительного времени при нормальных условиях хранения (к примеру, некоторые виды чернил, выпускавшихся на основе химических красителей в конце XIX — начале XX веков быстро выцветали на свету);
3. умеренная растекаемость и впитываемость чернил по отношению к материалу, на котором пишут (к примеру, чернилами для авторучек практически невозможно писать на фильтровальной бумаге из-за размытия штрихов, но чернилами для гелевых и шариковых ручек вполне возможно);
4. умеренная скорость высыхания чернил на воздухе на пишущем узле и в открытых чернильницах;
5. Вязкость чернил должна соответствовать конструктивно заложенной в пишущий узел писчего инструмента скорости подачи чернил (например, густая чернильная масса в шариковых ручках иногда активно вытекает через шариковый узел, чему способствуют повышенная температура, увеличенные зазоры вдоль шарика пишущего узла и некоторые другие факторы, напротив, даже достаточно текучие чернила могут давать пропуски при письме роллером или пером, если сечения чернильных каналов оказываются недостаточными);
6. относительная дешевизна, доступность и безопасность компонентов и готовых чернил.

К чернилам могут применяться дополнительные требования:
1. повышенные водостойкость или стойкость к определённым растворителям;
2. повышенная адгезия к определённым материалам;
3. повышенные термо-, свето-, морозоустойчивость;
4. содержание каких-либо идентификационных и маркерных компонентов;
5. возможность смешивания различных цветов однотипных чернил для получения заданного оттенка.

Список возможных дополнительных требований не исчерпывается приведёнными требованиями.

## Состав чернил
Любые чернила содержат следующие основные компоненты:
1. растворитель или дисперсная среда в случае пигментных чернил;
2. красящее вещество (пигмент в случае пигментных чернил);
3. модификаторы (например, вязкости, смачиваемости, стойкости, консерванты, ПАВ и т. п.).

При изготовлении чернил для письма, как правило, используются продукты, массово выпускаемые химической промышленностью для широкого круга применений. В частности, могут применяться следующие химические вещества:
- Растворители:
  - Дистиллированная вода;
  - Двухатомные спирты
  - Глицерин (также служит модификатором вязкости и скорости высыхания);
  - Этанол;
- Красители:
  - Фуксин
  - Индиго
  - Метиловый фиолетовый
  - Сульфат железа(II)
  - Индигокармин
- Модификаторы вязкости и скорости высыхания
  - Различные спирты, например, Изопропиловый спирт, Этиленгликоль, Глицерин
  - Сахара
  - Декстрины
- Прочие модификаторы
  - Силигальмин
  - Латекс
- Консерванты
  - Сульфацилин (консервант)
  - Этанол (также растворитель)
  - Щавелевая кислота (также модификатор смачиваемости)

Применяемые в составе чернил компоненты естественно не исчерпываются представленными наименованиями веществ.

## Упаковка чернил
Поскольку чернила являются красящей жидкостью, то для упаковки чернил используется тара, не взаимодействующая с самими чернилами и устойчивая к воздействиям неблагоприятных факторов окружающей среды. Изначально для хранения чернил использовались керамические и металлические сосуды. Металлическая тара использовалась в виде пузырьков и чернильниц в «походных» условиях, а её широкое распространение сдерживалось дороговизной металлических изделий и взаимодействием компонентов чернил с металлом. Сосуды из плотной не пористой глазурованной керамики использовались для постоянного хранения чернил, поскольку не взаимодействуют с чернилами, но относительно тяжелы и хрупки, что неудобно в «полевых» условиях.
С распространением в быту стеклянных изделий чернила начали разливать в стеклянную тару. В СССР чернила расфасовывались в стеклянные 100 мл пузырьки. Брендовые зарубежные производители до сих пор фасуют чернила в стеклянные пузырьки, подчас являющиеся эксклюзивными дизайнерскими работами. Современные российские производители упаковывают свои чернила в пузырьки из полиэтилентерефталата, полиэтилена высокого давления, ПВХ.
Революционным шагом в методах упаковки чернил стало изобретение авторучек. В авторучках чернила сначала хранили в специальных полостях/ёмкостях, являющихся подчас важной частью механизма авторучки. Впоследствии появились стеклянные, металлические и, наконец, полиэтиленовые картриджи для чернил. Таким образом, благодаря совершенствованию способов упаковки и систем хранения чернил ведение постоянных записей стало возможным не только на специально оборудованных для письма местах, но и в «автономном» режиме.
Следующий шаг в совершенствовании упаковки чернил стал возможен с появлением шарикового пишущего узла. Шариковый пишущий узел потребовал появления более густых чернил, не склонных к вытеканию через технологические зазоры шарикового узла. Это же позволило упаковывать высоковязкие чернила в простые полиэтиленовые трубочки — стержни. Однако увеличение вязкости чернил оказалось тупиковым направлением при увеличении ёмкости стержней и требовало большего нажима на пишущий инструмент, что приводило к повышенной утомляемости при длительном письме. Обе эти проблемы были решены при изобретении «твердообразных» гелевых чернил. Благодаря характерным особенностям гелей диаметр стержней удалось увеличить до 4—5 мм, а шарики шариковых пишущих узлов для достижения большей яркости и выразительности записей стало возможным делать пористыми
К концу XX века достоинства перьевых ручек (лёгкость, гладкость письма и большой объём чернил) удалось объединить с шариковым пишущим узлом, так появились ручки-роллеры, заправляемые чернилами для перьевых ручек.
К началу XXI века идея стержней проникла в среду производителей перьевых ручек. Первой в мире компания Pentel начала выпуск подобных заменяемых стержней к собственным ручкам с пластиковым пером. В 2011 г. компания Parker выпустила «Parker Ingenuity Pens : The 5TH Mode» также с заменяемым пластиковым пером на заменяемом стержне.
Историческая и географическая «изолированность» некоторых производителей, а чаще маркетинговая политика некоторых производителей, привели к тому, что фактически сложилось несколько стандартов типоразмеров чернильных картриджей и стержней. Сводные данные по разным типоразмерам картриджей приведены в блоке табличек справа.

## Типы чернил и их классификация
Типы чернил наиболее полно определяются их предназначением, поскольку каждое возможное применение и технические приспособления, используемые для их нанесения, предъявляют к свойствам и составу чернил собственные подчас уникальные требования.

### Чернила для письма перьями
Чернила для письма перьями — прародители всех современных чернил. Изготавливались на водной основе с использованием экстрактов и дисперсий красящих компонентов природного происхождения и/или обычной сажи. Наиболее известными являются чернила на основе сажи, на основе чернильных орешков дуба и чернила на основе чернильного гриба.
Чернила для письма обычными перьями (не авторучками) обычно имеют несколько более густую консистенцию и более насыщенный цвет и по своей фактуре ближе к туши. Из-за наличия дисперсных и полифункциональных органических компонентов чернила для письма перьями, как правило, более водостойки, чем чернила для авторучек.
Чернила для письма перьями до сих пор используются при оформлении особо важных документов. Отчасти это связано с тем, что в такие чернила могут быть добавлены маркерные компоненты, используемые в качестве одной из степеней защиты документа.

### Чернила для авторучек
Изначально первые образцы авторучек заполняли теми же чернилами, которые использовались для письма обычными перьевыми ручками.
Позднее в связи с тем, что капиллярная система подачи у авторучек легко забивалась частицами взвесей, там стали использовать более жидкие чернила, содержащие красящее вещество исключительно в растворённом виде.
Следующим этапом, делающим процесс заправки ручки более быстрым и чистым, стала расфасовка чернил в чернильные картриджи. Изначально картриджи пробовали делать из металла и стекла, однако такие картриджи были более сложны и дороги в изготовлении, а стеклянные ещё и хрупки. Дополнительным минусом стало то, что твёрдость материала картриджа была выше, чем твёрдость пластмассы в посадочном месте картриджа, что приводило к быстрому разбиванию посадочного места для картриджа и появлению протечек чернил. Современные картриджи делаются из полиэтилена, более мягкого, чем материал самой авторучки.
Чернила для авторучек, как правило, изготавливают на водной или водно-глицериновой основе, в связи с чем они обычно имеют наименьшую водостойкость среди всех прочих типов чернил. Тем не менее для авторучек производятся и так называемые «перманентные» или «регистрационные» чернила, не растворяющиеся в воде и основанные на умеренно летучих органических растворителях.
В связи с ненулевой паропроницаемостью полиэтилена чернила в картриджах со временем усыхают, из-за этого их изначально делают более жидкими, чем чернила во флаконах.

### Чернила для шариковых ручек
Чернила для шариковых ручек изготавливают в виде густых паст на воско-жировой основе. Как правило, такая паста содержит жирорастворенный краситель, реже взвесь пигмента, которые при письме непрерывно смазывают, наносятся на шарик, оставляющий на бумаге оттиск чернильного следа.
В связи с наличием жировой основы такие чернила содержат минимально возможное количество растворителя органического происхождения.
При длительном хранении (свыше 10 лет) жировая основа таких чернил медленно проникает в толщу бумаги, унося вместе с собой краситель. В результате этого процесса чернильный след размывается, становится бледнее, но при этом он начинает проступать на оборотной стороне листа бумаги.

### Чернила для капиллярных ручек
Капиллярные ручки явились естественным продолжением развития идеи фломастера. Соответственно снаряжаются они аналогичными спирторастворимыми, а нередко и водорастворимыми жидкими чернилами, которые по системе капилляров, образованной полиэстерным волокном, подаются к пишущему узлу.

### Чернила для ручек-кисточек
Другим продолжением идеи фломастера стали ручки-кисточки, конструктивно представляющие собой контейнер с жидкими чернилами оригинальной конструкции и пишущий узел в виде кисточки с капиллярным подводом чернил к кисти.

### Чернила для роллеров
Для роллеров используются практически те же жидкие чернила, что и для перьевых авторучек, однако чернила все равно фасуются в стержни для роллеров, причём большинство производителей роллеров изготавливают стержни собственного формата.

### Чернила для струйных принтеров
Струйные принтеры для домашнего или офисного использования поставляются с картриджами, содержащими специальные жидкие чернила. Промышленные струйные принтеры и маркираторы поставляются с оригинальными флаконами большого объёма с чернилами и растворителем, флаконы снабжаются системами идентификации. Такие картриджи и чернила называют оригинальными (от англ. аббревиатуры ОЕМ — производитель оригинального оборудования) и производятся такими компаниями, как Epson, Canon, HP, Lexmark, и др.
Оригинальные чернила можно приобрести только вместе с картриджем. Конструкция картриджей — плод многолетней исследовательской работы производителя принтеров. Замысел состоит в том, чтобы надёжно удерживать и хранить чернила внутри картриджа, а также подавать на печать с необходимой для этого скоростью. Для этого важны не только геометрические параметры картриджей и физические свойства материалов, но и строго определённые физико-химические характеристики чернил.
Наиболее важными для чернил являются:
- соответствие по основному тону, насыщенности и яркости;
- кислотность;
- удельная плотность;
- динамическая вязкость;
- поверхностное натяжение.

Несоответствие перечисленным характеристикам автоматически переводит чернила в разряд некачественных или находящихся в стадии разработки. Такие чернила могут печатать с дефектами или не печатать вообще.
Основным растворителем в чернилах для настольных струйных принтеров является вода, полностью очищенная от примесей, то есть деионизованная. Красящим веществом может выступать водорастворимый краситель, обладающий сродством к целлюлозе, чтобы хорошо окрашивать поверхностный слой офисной или другой специальной бумаги и обеспечивать качественную печать. Чернила бывают пигментные и водорастворимые. Водорастворимые более распространённые, легко проникают вглубь бумаги и задерживаются там. Для печати свето- и водостойких документов и фотографий применяются пигментосодержащие чернила, в которых красящим веществом является нерастворимый в воде краситель, то есть пигмент. Недостатками пигментных чернила является изнашивание резисторов, сокращение срока службы печатающей головки и непригодность для печати на прозрачных плёнках.
Чернила для струйных принтеров — это сложная, многоуровневая композиция, как и чернила для авторучек, включающая в себя водный растворитель, краситель, а также различные стабилизаторы и модификаторы свойств. Список красителей, стабилизаторов и модификаторов, используемых при производстве чернил для принтеров, заметно шире, чем при производстве чернил для авторучек, что связано с большей сложностью физико-химических процессов, управляющих подачей и нанесением чернил и необходимостью управления ими буквально с ювелирной точностью. Характеристики чернил каждого отдельного производителя, как правило, существенно различаются.
Кроме деионизованной воды и красящих веществ, чернила для струйной печати могут содержать до 20 компонентов, обеспечивающих стабильную работоспособность механизмов картриджа и правильную цветопередачу.
Строго говоря, залить в картридж можно любые достаточно жидкие чернила на водной основе. Например, при заправке картриджей HP чернилами для авторучек «Радуга-2» не достигается нормальная глубина цвета и цветопередачи. Кроме того, печатающую головку картриджа необходимо хранить под слоем воды или чернил, а перед печатью каждый раз проводить прочистку подающих сопел (либо печатать непрерывно сразу после заправки), поскольку через несколько часов после заправки чернила в подающих соплах засыхают.
Маркетинговая политика ОЕМ-производителей такова, что оригинальные картриджи они стараются делать одноразовыми, без возможности перезаправки. Более того, нередко в механизмы картриджей вводятся элементы, блокирующие работу однократно-израсходованного картриджа. Соответственно отдельно оригинальные чернила для заправки ОЕМ-картриджей не продаются.
Оригинальные картриджи нередко могут быть заправлены чернилами неоригинального происхождения с применением соответствующего оборудования. Эти чернила называют совместимыми. Они изготавливаются другими производителями (не ОЕМ) с использованием оригинальных технологий производства и компонентов. Таким чернилам присваивается собственная торговая марка для продажи.
Это приводит к появлению некоторых отличий при печати оригинальными и совместимыми чернилами. Тем не менее, на сегодняшний день качество совместимых чернил сравнимо с качеством оригинальных.
Совместимые чернила также используются в совместимых (не ОЕМ) картриджах и в системах непрерывной подачи чернил. Их можно приобрести отдельно от совместимых картриджей и использовать для заправки:
- оригинальных картриджей;
- перезаправляемых картриджей;
- систем непрерывной подачи чернил.

### Чернила для скрапбукинга
Особо можно выделить чернила для штампов, используемых в скрапбукинге. В этом виде творчества штампингу уделяется немало места при создании скрапстраниц, а выбор чернил поражает как многообразием их видов, так и цветов. Как правило, чернила продаются уже заправленными в штемпельную подушку. Она отличается от привычной нам канцелярской — подушка всегда высоко приподнята над основанием, так как штамп не макают в чернила, а наоборот — наносят чернила на штамп похлопывающими движениями. Это связано с тем, что многие из чернил для скрапбукинга густые, а штампы бывают очень больших размеров — и вы либо нанесете слишком много чернил на рельеф штампа и оттиск будет грязным, либо просто не сможете покрыть весь штамп чернилами, а стоимость штемпельной подушки станет запредельной из-за гигантского размера.
Наиболее распространены Dye Ink (дай инк) — чернила на основе красителя. Самым популярным в России являются Distress ink. Уникальная формула этих чернил позволят не только ставить оттиски, но и придавать бумаге состаренный вид, ими можно рисовать как акварельными красками. Их цвет архивен, но сами чернила неводостойки. Archival ink, напротив, водостойкий, и может высыхать не только на бумаге, но и на пластике.
Вторыми по распространению являются Pigment Ink (пигмент инк) — пигментные чернила. В зависимости от марки они бывают быстросохнущие или долгосохнущие, просто цветные, или металлизированные, перламутровые. Подходят для разных поверхностей — бумаги, дерева, металла, ткани, керамики, пластика. Но чтобы не ошибиться в выборе, лучше сначала узнать об особенностях на сайте производителя. Пигментные чернила — густые, с ними получаются красочные, хорошо прокрашенные оттиски. Одной из разновидностей пигментных чернил являются chalk ink — меловые чернила. Красящим веществом в них является меловая пудра. Это самые густые чернила из существующих.
Отдельными видами выступают алкоголь инк (Alcohol Ink) — алкогольные чернила и чернила на основе растворителя.

## Электронные чернила
По аналогии с чернилами существует технология отображения информации в электронных устройствах под названием «E-Ink» («электронные чернила»), использующаяся, в основном, в электронных книгах. Но, в отличие от обычных чернил, работает на другом принципе. В основе которой лежит малое потребление энергии при отображении информации на дисплеях, построенных по технологии «E-Ink».